# 越百山
越百山（こすもやま）は、長野県上伊那郡飯島町と木曽郡大桑村にまたがる標高2,614 mの山。北には南駒ヶ岳、南は奥念丈岳へと続く木曽山脈（中央アルプス）南部の主稜線上にある。別名が越百岳（こすもだけ）。

## 概要
周辺の木曽山脈の山域は1951年（昭和26年）11月22日に長野県の中央アルプス県立自然公園（後の中央アルプス国定公園）に指定された。山頂の南にある南越百山（標高2,569 m）から北側が高山帯で、その南側が亜高山帯となる。稜線一帯は領家変成帯に属し灰白色の伊奈川粗粒花崗閃緑岩で構成されている。山頂には、大きな花崗岩の岩と三等三角点（点名「越百」）がある。山頂付近は風化した砂礫地の森林限界で、アオノツガザクラ、イワツメクサ、トウヤクリンドウ、ヒメウスユキソウなどの高山植物が見られる。その下部では針葉樹林にダケカンバなどが混じり、林底にはクマザサや亜高山植物が分布している。ハイマツに覆われた山の上部はならだかな女性的な山容である。山頂は見晴らしが良く、東に赤石山脈（南アルプス）とその稜線越しに富士山、周辺の中央アルプスの山々、西に白山、御嶽山、乗鞍岳、穂高岳などを望むことができる。日本三百名山および信州百名山のひとつに選定されている。

## 登山

### 登山道
越百山へ登るには、多くの峰（例えとして百もの峰）を越えていかないとたどり着けないということから、この名が付いたという説がある。木曽山脈主稜線の縦走路の他に、伊那側と木曽側の双方からの登山道がある。積雪期には稜線で、東の伊那側に雪庇が張り出すことがある。

#### 中央アルプス縦走ルート
- 木曽駒ヶ岳 - 宝剣岳 - 檜尾岳 - 熊沢岳 - 空木岳 - 南駒ヶ岳 - 仙涯嶺 - 越百山 - 南越百山 - 奥念丈岳 - 安平路山 - 摺古木山 - 大平宿

山頂は、中央アルプスの主稜線にあり南北の縦走ルートとなっている。北から南へ、空木岳 - 南駒ヶ岳 - 仙涯嶺 - 越百山 - 南越百山 - 奥念丈岳 - 安平路山 - 摺古木山などの山が連なっている。中央アルプスの縦走路は北から南越百山までは整備されているが、南越百山より南は昭和30年代に大規模に樹木が伐採されてから深い笹藪に覆われるようになり、登山ルートが不明瞭であるため熟達者向けのルートとなっている。このため中央アルプスを北から縦走する場合、ヤブ山に近い南越百山から安平路山までのコースを避けて越百山を縦走の終点とする人が多い。

#### 伊奈川ダムからのルート（越百山新道）

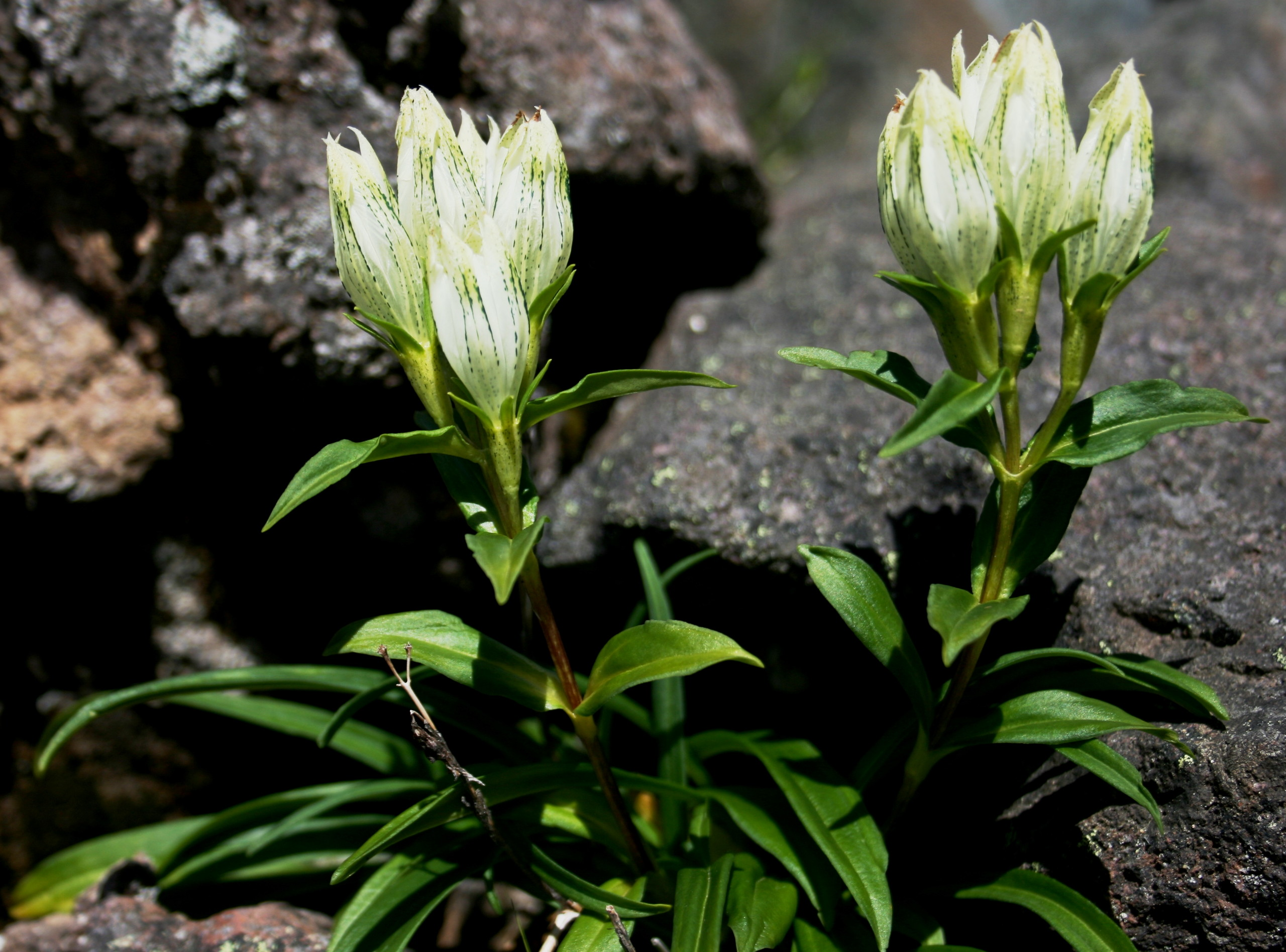
山頂付近の高山帯にはトウヤクリンドウなどの高山植物が自生している。

- 伊奈川ダム - 福栃橋登山口 - 下のコル - シャクナゲ尾根 - 上のコル - オコジョ平 - 七合目（御岳展望台） - 水場分岐 - 越百小屋 - 越百山

山頂から西の延びた遠見尾根に登山道がある。伊奈川ダムの先の今朝沢（けさざわ）林道の福栃（ふくとち）橋に登山口がある。越百山新道は、大桑野路会（おおくわのぼろうかい）により、1979年（昭和54年）に完成した登山道である。途中に「下の水場」と「上の水場」と呼ばれる水場がある。「上の水場」から先の登山道は、シラビソやコメツガなどの背の高い針葉樹林帯で、福栃山の北斜面を巻いた先の福栃山と越百山の鞍部に越百小屋がある。小屋からは北側に南駒ヶ岳を望むことができる。針葉樹林帯ではイワウチワ、ゴゼンタチバナ、シャクナゲ、トリカブト、バイカオウレンなどの花が見られる。1992年（平成4年）に、大桑村が越百避難小屋の隣に越百小屋を建設し、入山者が増えている。麓の大桑村では越百山村民登山が行われている。

#### 与田切渓谷からのルート
- 中小川避難小屋 - 乙女の滝 - 相生の滝高巻き道 - 三段の滝 - カモシカ落し - 飛竜の滝展望地 - 旧避難小屋跡 - 木曽山脈主稜線 - 越百山

飯島町の長野県道220号千人塚公園線先の林道に中小川避難小屋がある。周辺には「シオジ平自然園」がある。その先に中小川沿いの与田切渓谷の登山道がある。このルートは大正時代に麓の青年会により開拓が行われた。カモシカ落しと呼ばれる難所などには、梯子や鎖が設置されている。越百山と南越百山との鞍部の木曽山脈の主稜線の縦走路に合流する。

### 周辺の山小屋
中央アルプスの有人の山小屋は、完全予約制となっている。駒ヶ岳頂上山荘にのみキャンプ指定地がある。最寄りの山小屋は越百小屋である。袴腰山と浦川山との鞍部には1959年（昭和34年）に建てられた、旧安平路避難小屋がある。
| 画像 | 名称           | 所在地                        | 標高 (m) | 収容 人数 | 備考     |
| ---- | -------------- | ----------------------------- | -------- | --------- | -------- |
|      | 摺鉢窪避難小屋 | 摺鉢窪カール                  | 2,560    | 30        | 無人小屋 |
|      | 越百小屋       | 福栃山と越百山 との鞍部       | 2,340    | 30        |          |
|      | 中小川避難小屋 | 中小川の林道沿い              | 1,350    | 20        | 無人小屋 |
|      | 安平路避難小屋 | 安平路山とシラビソ山 との鞍部 | 2,120    | 15        | 無人小屋 |

## 地理

### 周辺の山
木曽山脈主稜線の南部に位置する。山頂からは西南西に尾根が延び、西南西1.2 kmには福栃山（標高2,436 m）がある。山頂の南0.6 kmには南越百山があり、西北西7.0 kmには糸瀬山がある。
| 山容                     | 山名     | 標高 (m) | 三角点等級 基準点名 | 越百山からの 方角と距離(km) | 備考         |
| ------------------------ | -------- | -------- | ------------------- | --------------------------- | ------------ |
| 南駒ヶ岳から望む空木岳   | 空木岳   | 2,863.71 | 三等 「駒ケ岳」     | 北北東 4.6                  | 日本百名山   |
| 越百山から望む南駒ヶ岳   | 南駒ヶ岳 | 2,841    |                     | 北北東 2.6                  | 日本二百名山 |
| 越百山から望む仙涯嶺     | 仙涯嶺   | 2,734    |                     | 北東 1.6                    | せんがいれい |
| 仙涯嶺から望む越百山     | 越百山   | 2,613.24 | 三等 「越百」       | 0                           | 日本三百名山 |
| 越百山から望む南越百山   | 南越百山 | 2,569    |                     | 南 0.6                      |              |
| 南越百山から望む奥念丈岳 | 奥念丈岳 | 2,303    |                     | 南 2.6                      |              |
| 南越百山から望む安平路山 | 安平路山 | 2,363.14 | 三等 「二ツ薙」     | 南南西 6.0                  | 日本二百名山 |

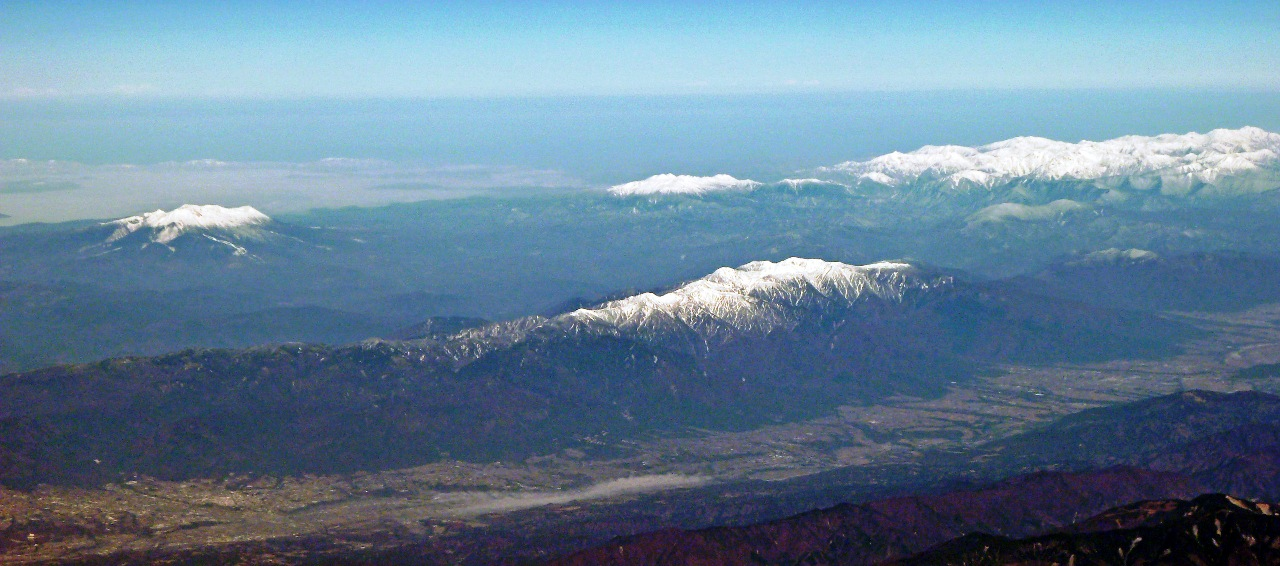
東の伊那谷側の上空から望む木曽山脈と、木曽谷の西奥は御嶽山と飛騨山脈

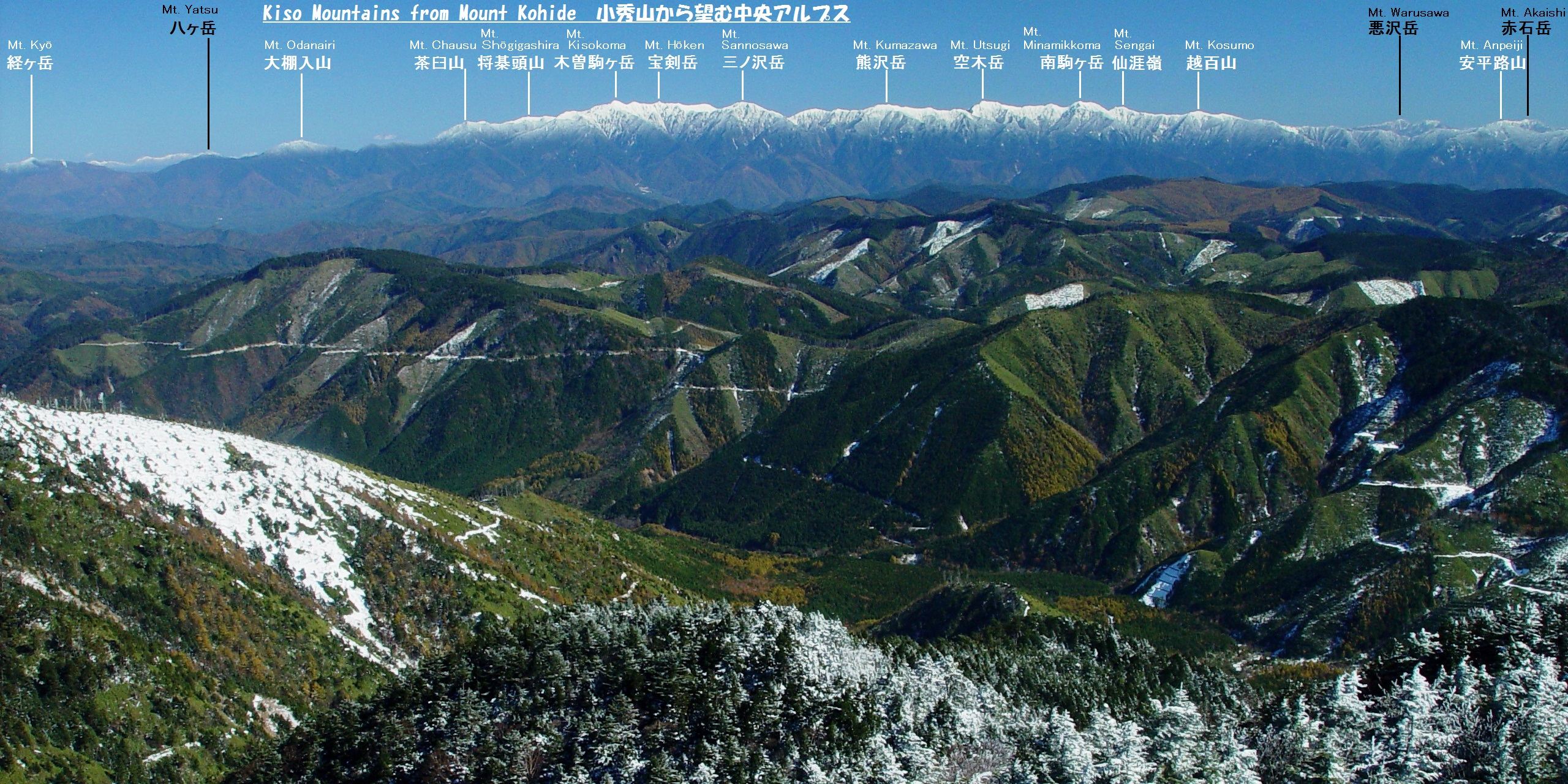
西側の小秀山から望む中央アルプスの周辺の山、右端側の越百山付近が木曽山脈の森林限界の南限である。

木曽山脈（中央アルプス）の主な山は、木曽山脈を参照。

### 源流の河川

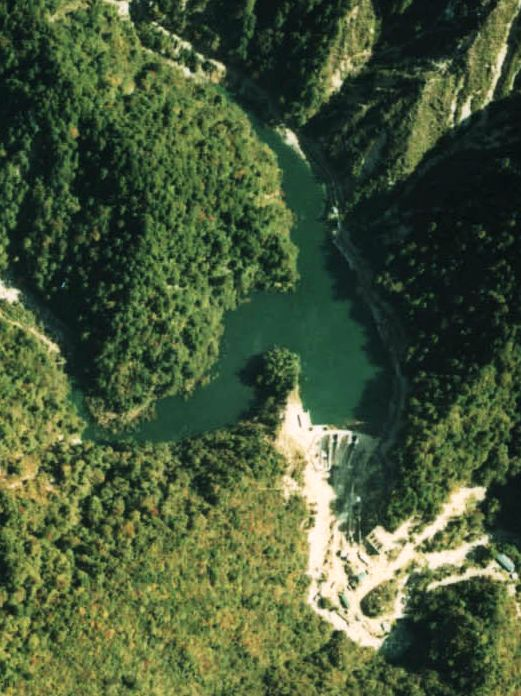
伊奈川ダム

以下が源流となる河川で、太平洋へ流れる。山頂の5.9 km西には関西電力の伊奈川ダムがある。
- 越百川、ケサ沢 - 木曽川水系伊奈川の支流
- 与田切川 - 天竜川水系、上流部の中小川に乙女の滝、相生の滝、飛竜の滝などの滝がある[17][22]。東山麓の飯島町飯島には「信州の名水・秘水」のひとつの『越百の水（こすものみず）』がある[23]。

### 交通・アクセス
- JR東海中央本線の須原駅の東10.0 kmに位置する。
- JR東海飯田線の七久保駅の西10.2 kmに位置する。
- 中央自動車道の松川インターチェンジの北西10.8 kmに位置する。

## メディア
- 『わが道深く誇らしく、中央アルプス越百山』 - NHK総合テレビジョン「小さな旅」、2007年（平成19年）9月9日放送[24]

## 関連画像

### 越百山からの展望

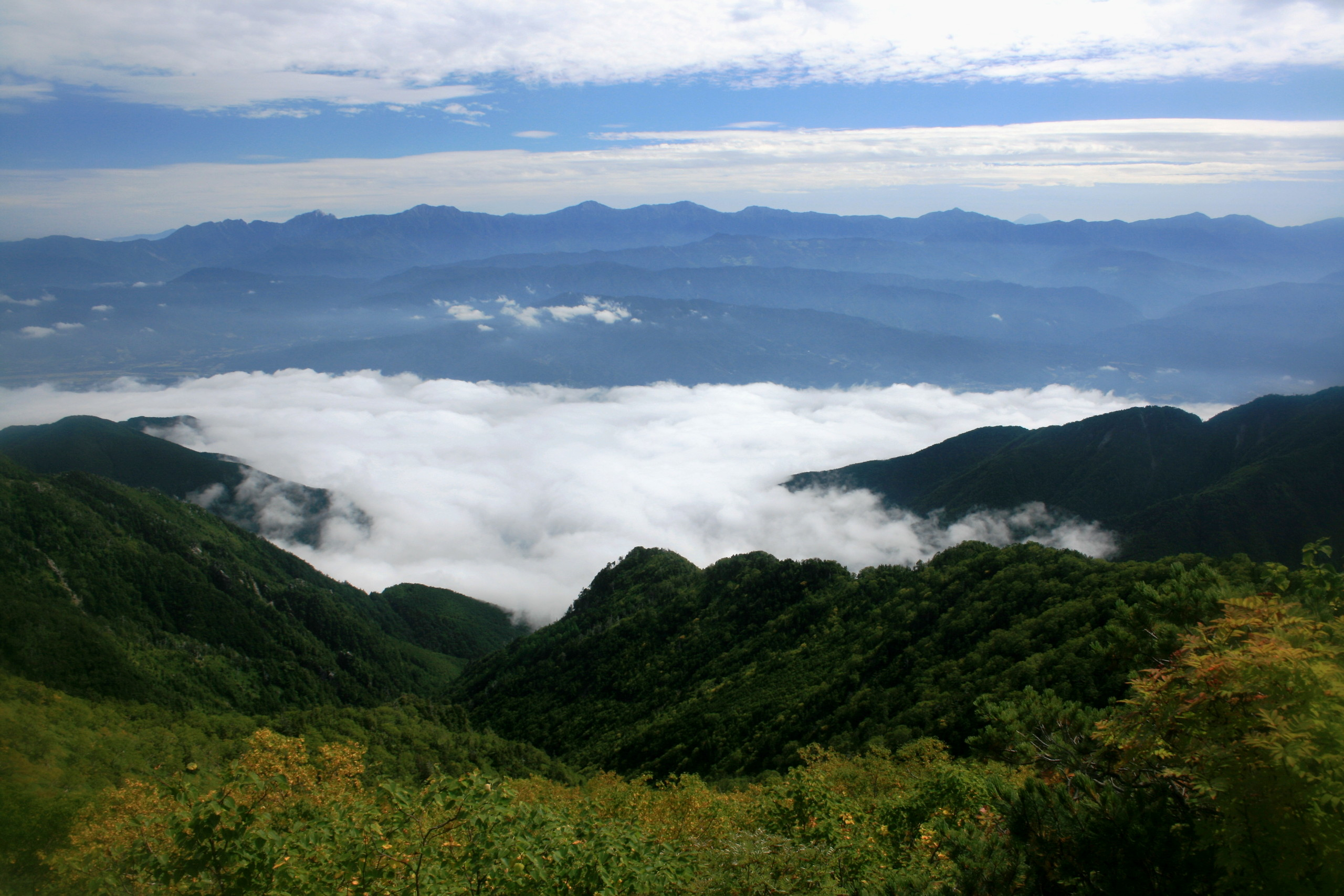
東側の展望 赤石山脈の背後に富士山
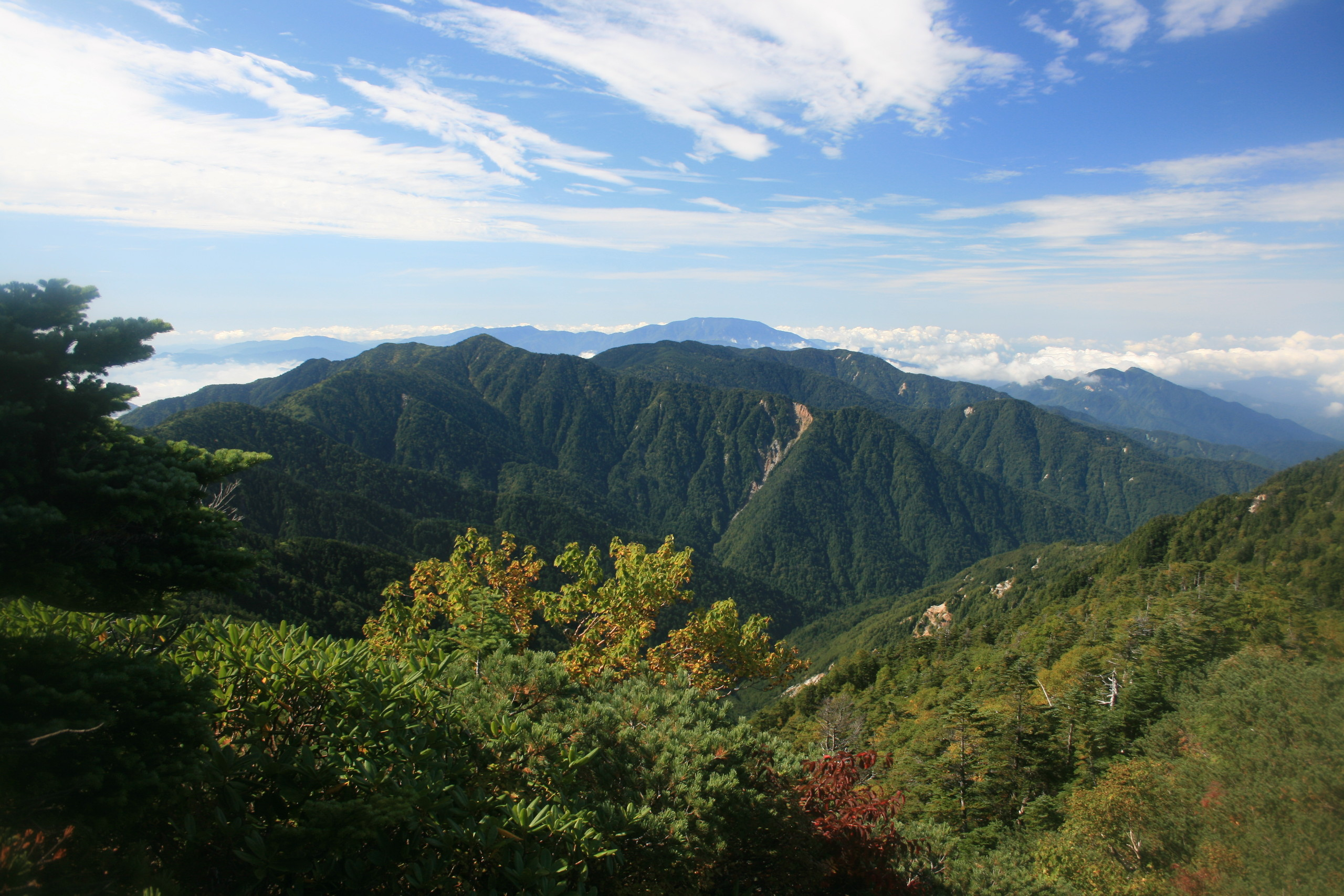
南側の展望 安平路山から恵那山へと延びる木曽山脈の主稜線
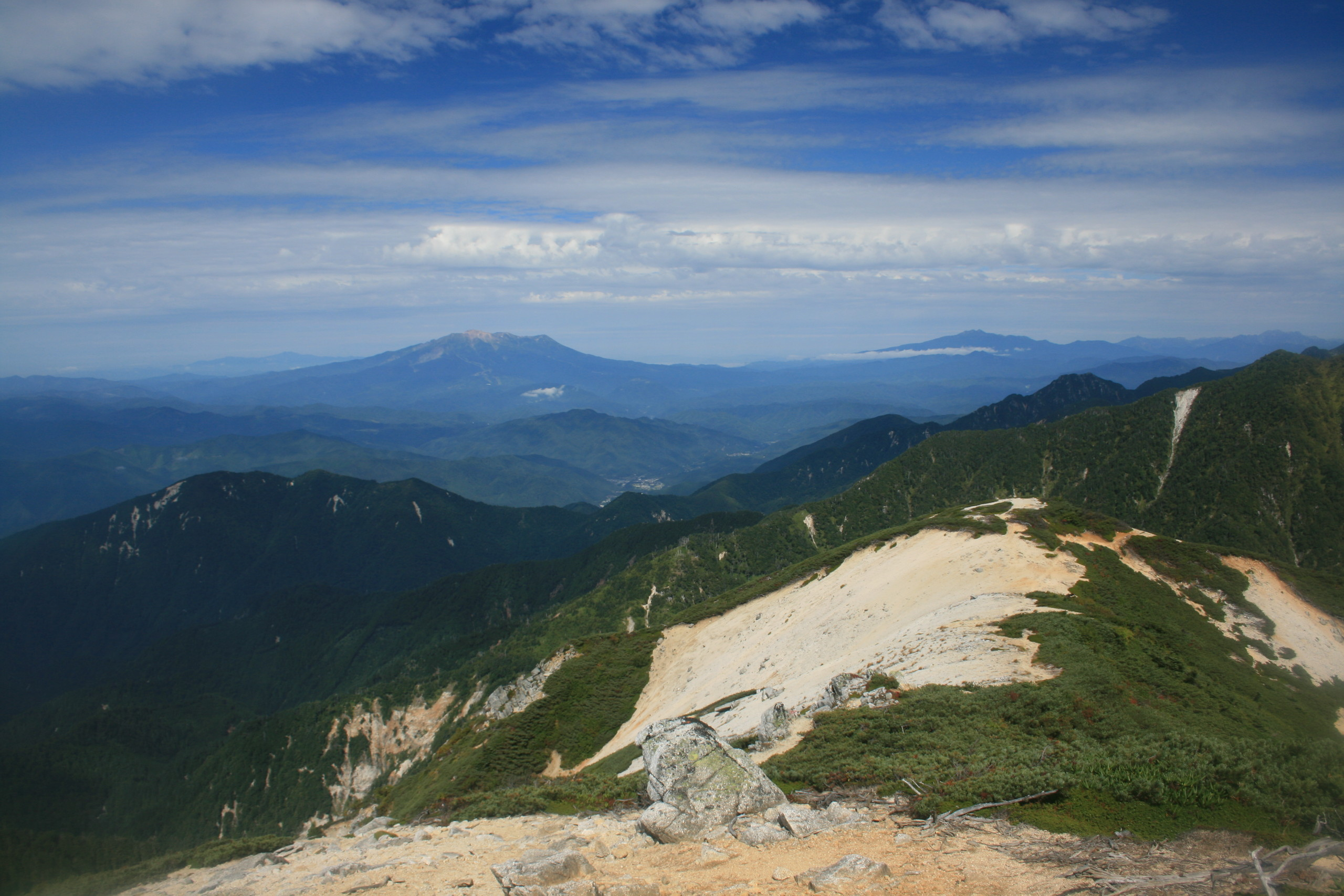
西側の展望 御嶽山と乗鞍岳などの飛騨山脈南部の山、左中央手前に糸瀬山
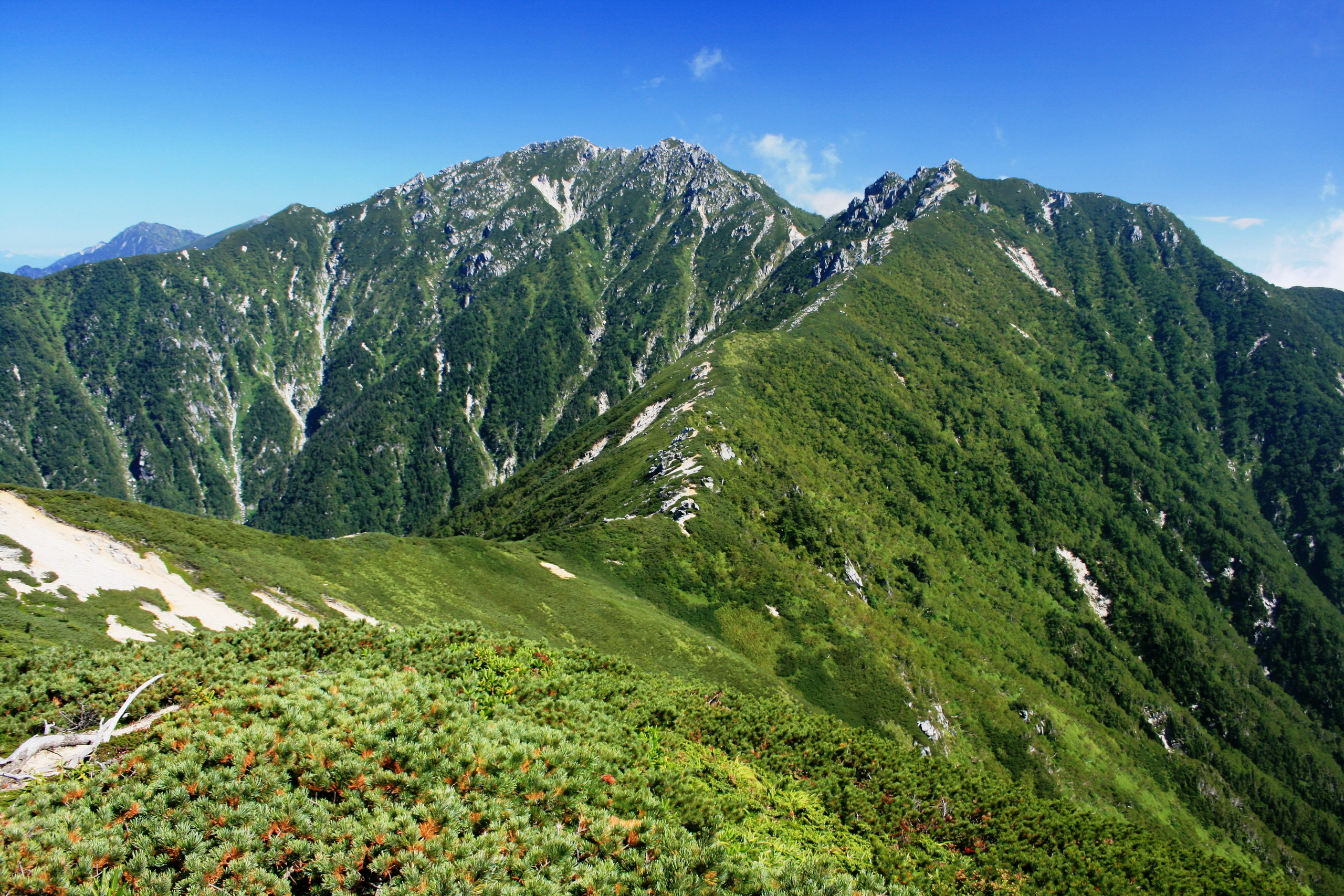
北側の展望 仙涯嶺と南駒ヶ岳
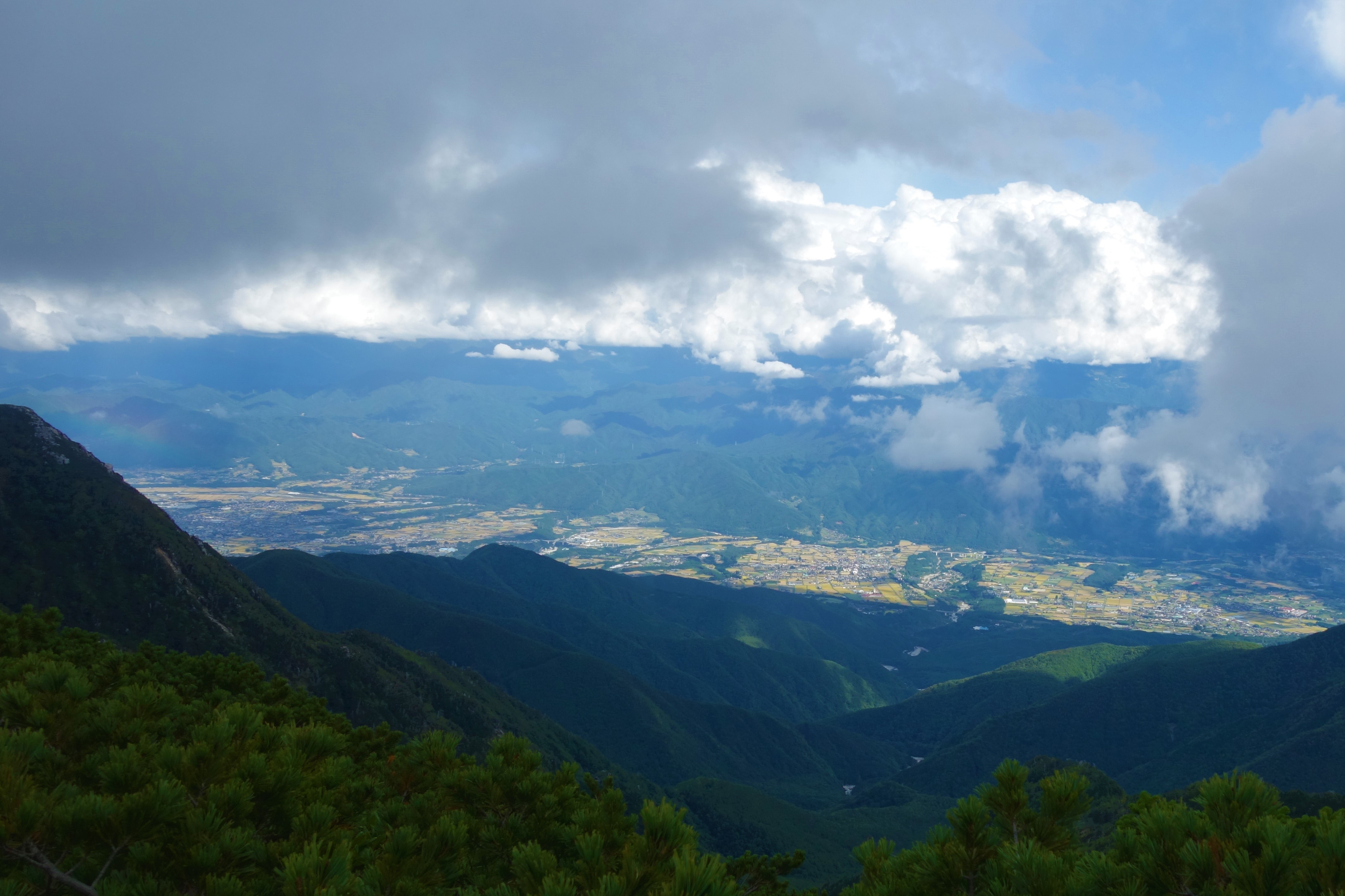
越百山からの伊那盆地

### 越百山の風景

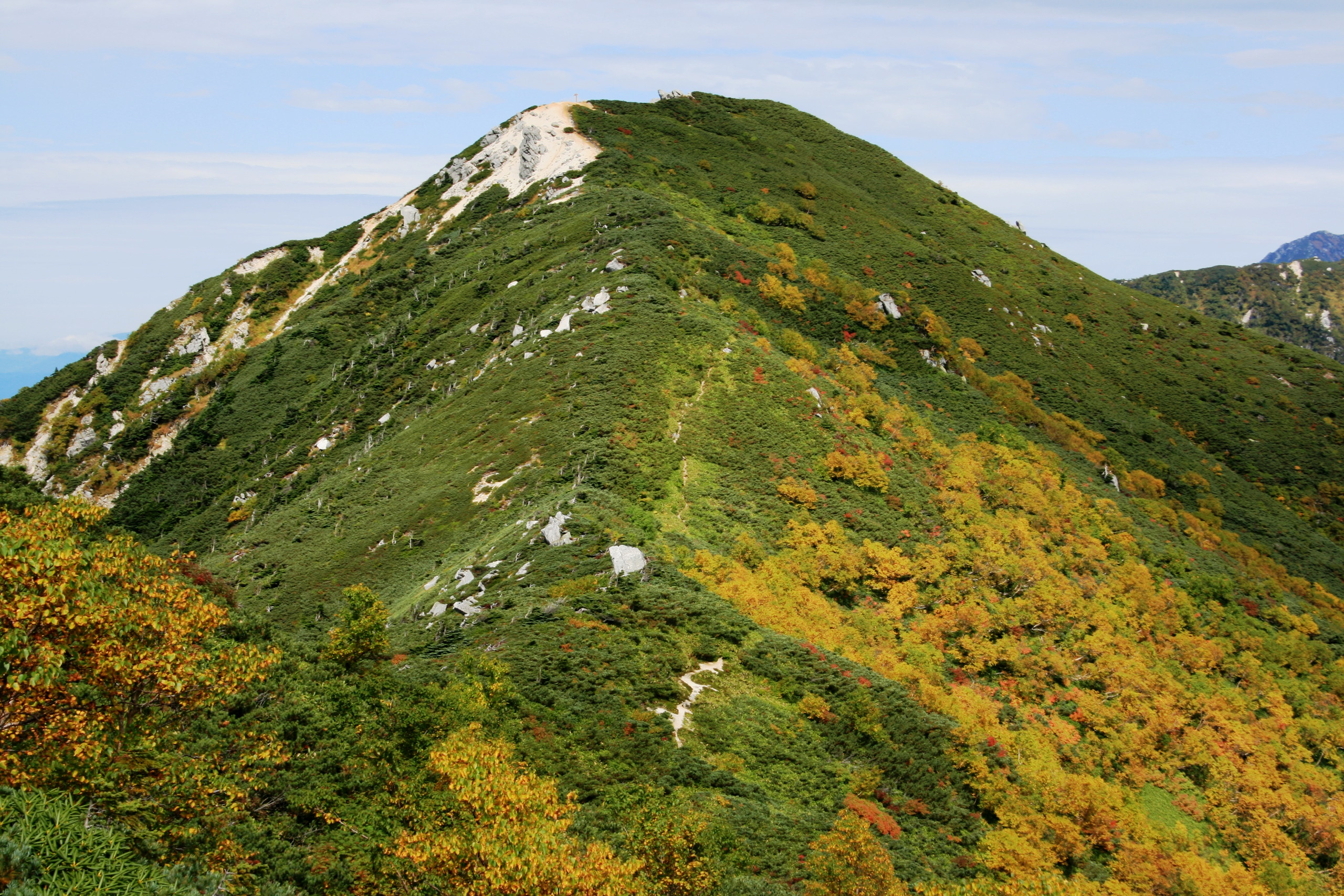
南斜面 南越百山方面から望む越百山、ハイマツとダケカンバの紅葉
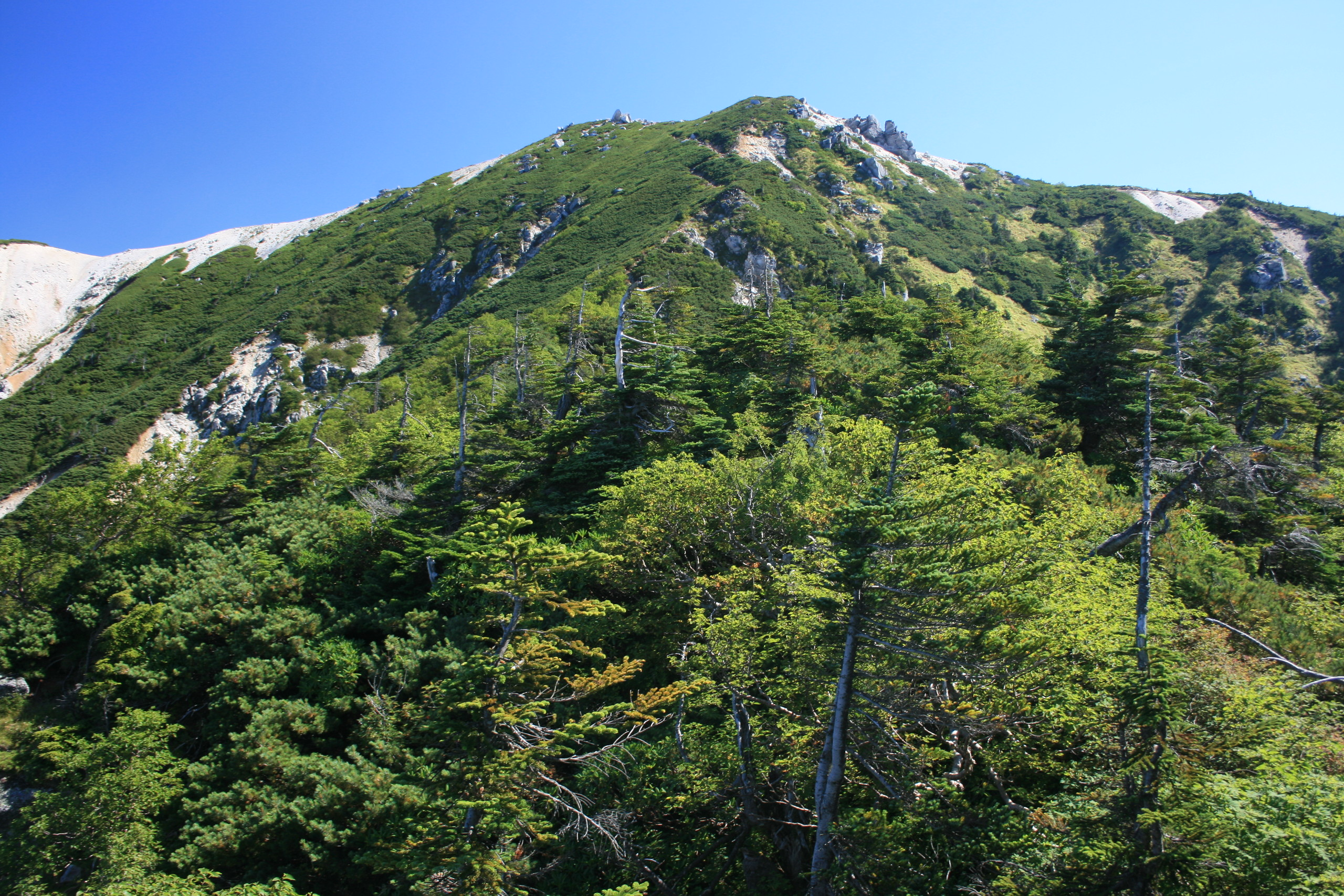
西斜面 越百小屋方面から望む越百山、稜線部は風化した砂礫地
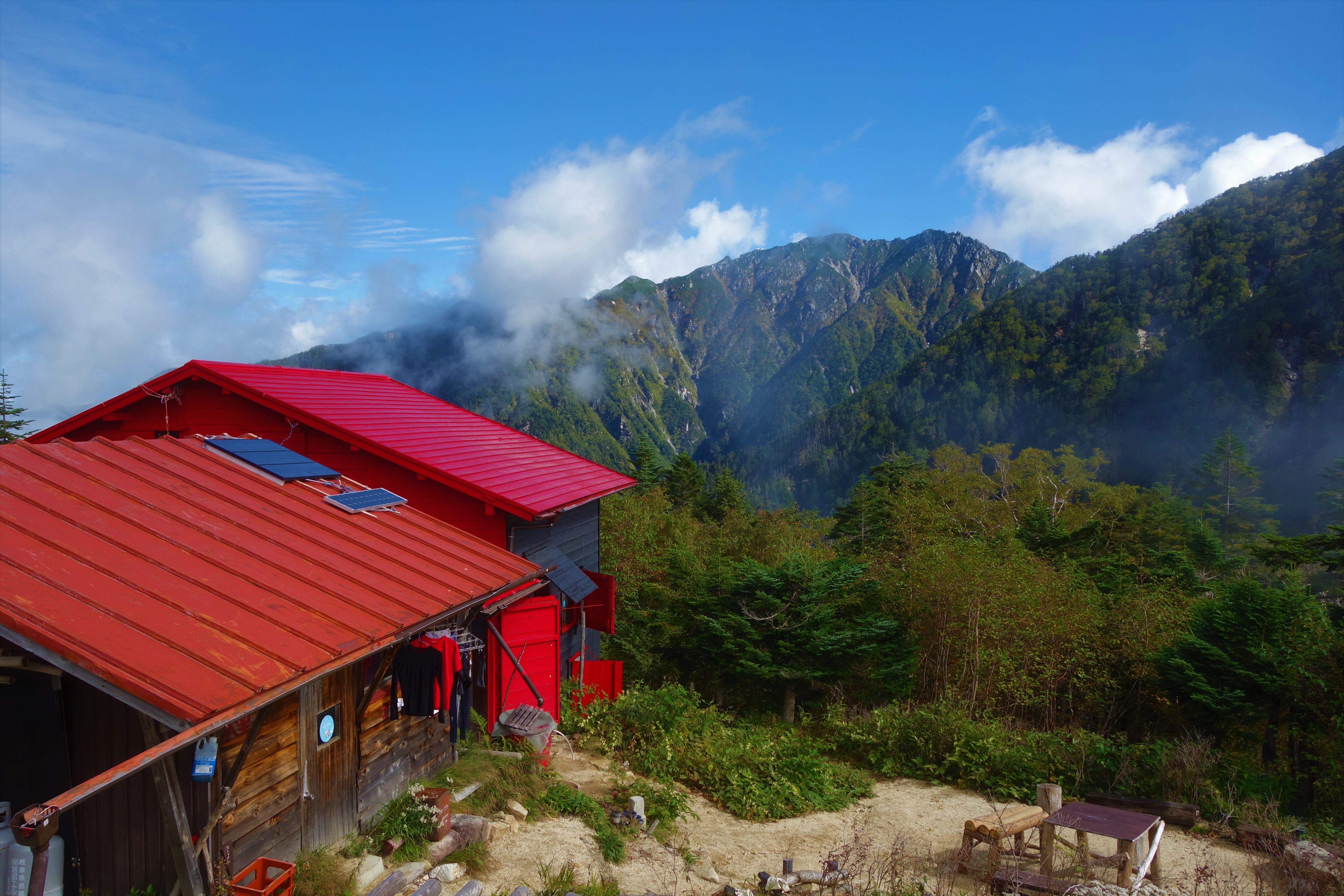
越百小屋から 南駒ケ岳を眺める
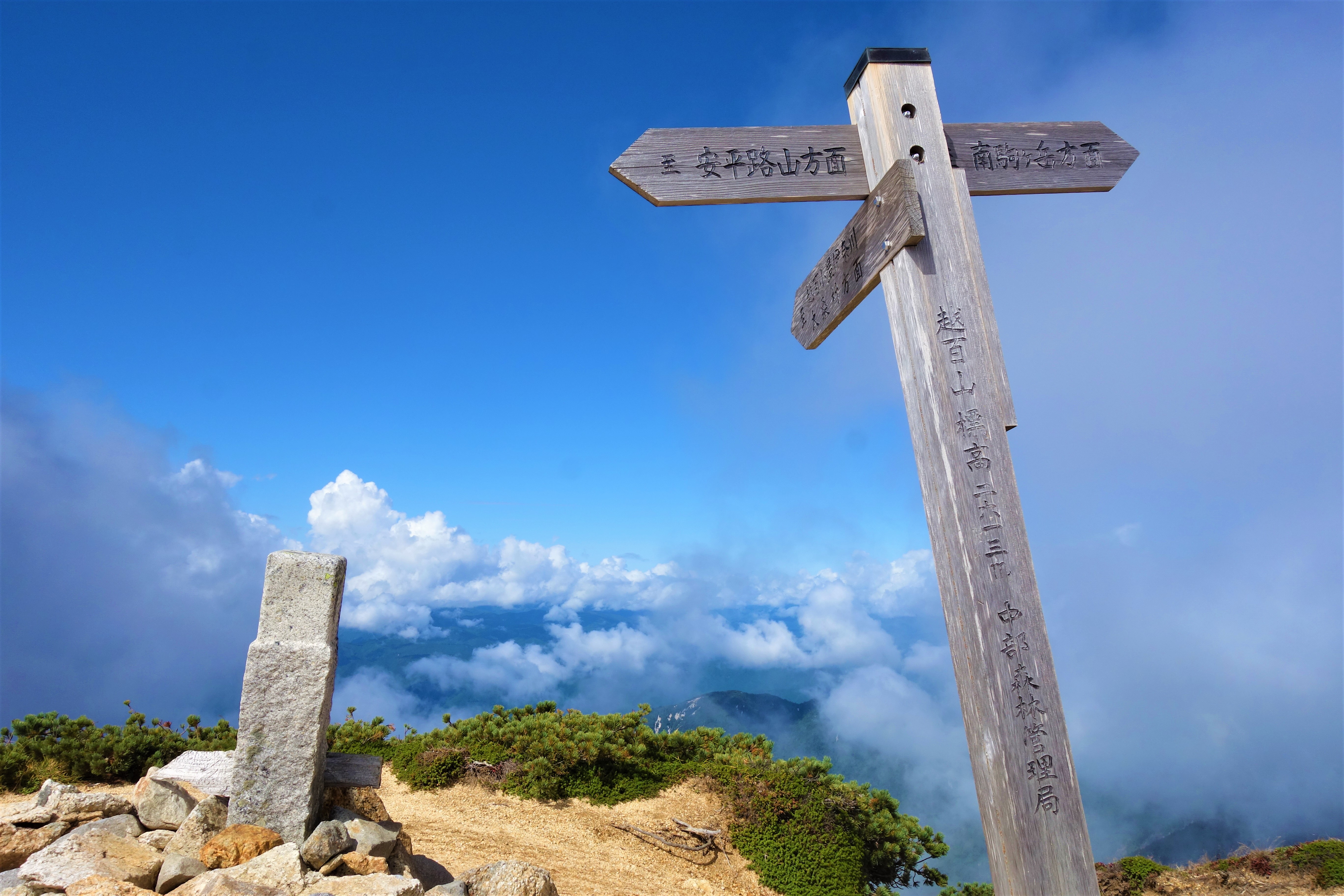
越百山の山頂標識
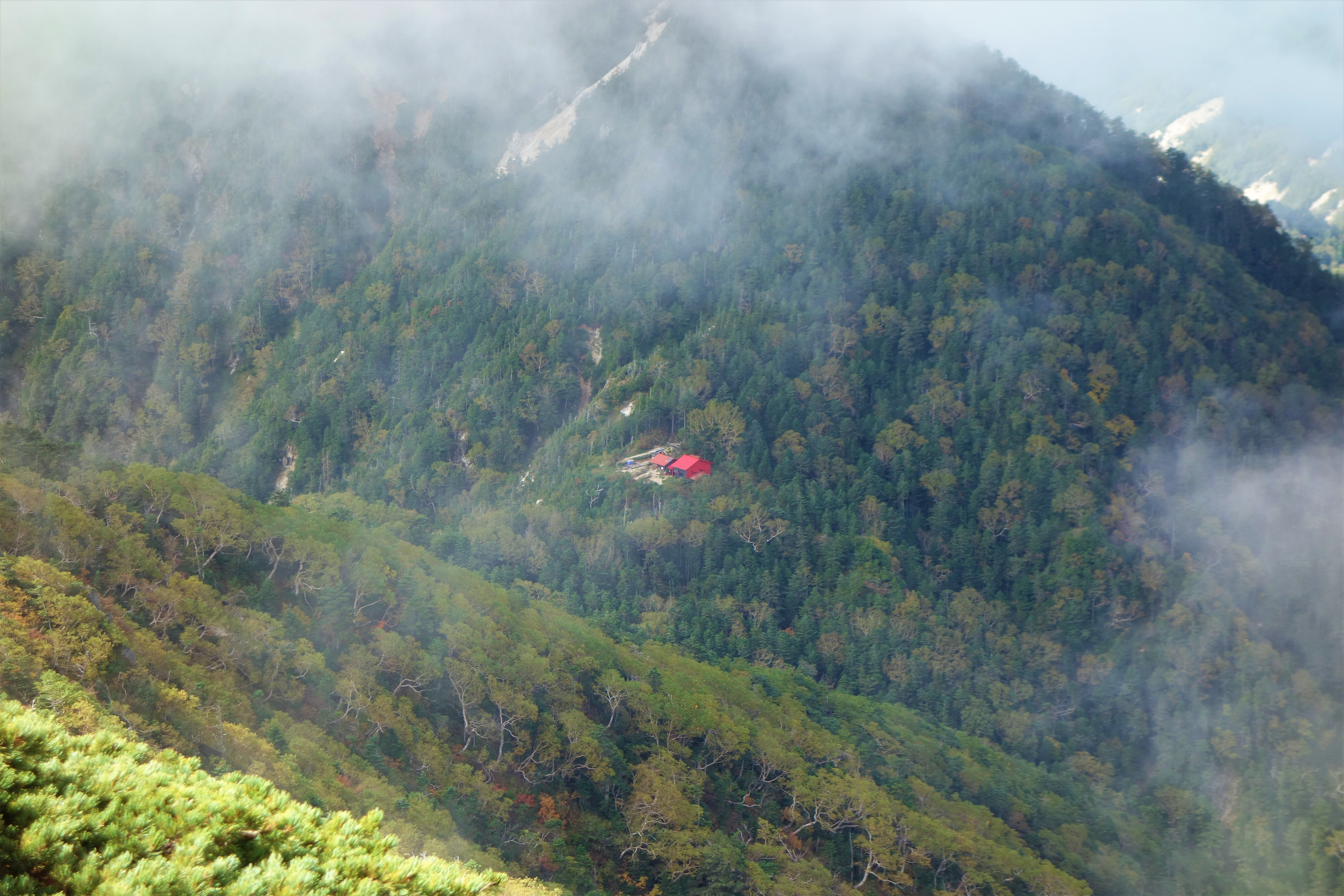
越百山山頂から越百小屋を眺める